# Castello di Rivarossa
Il Castello di Rivarossa è un antico castello situato a Rivarossa in Piemonte.

## Storia
Le origini del castello non sono documentate con precisione, ma si attesta l’esistenza di una residenza feudale appartenente ai conti di Valperga già nel 1237. Nel XVI secolo, a seguito della battaglia di Volpiano, la struttura subì danni significativi. Nel corso dei secoli, l’edificio fu oggetto di diversi interventi, tra cui un importante restauro avvenuto nel 1825 ad opera della famiglia Daziani, allora proprietaria del complesso.

## Descrizione
Il castello conserva elementi della sua struttura originaria, tra cui il muro di cinta difensivo sulla facciata principale. Sul lato destro è ancora visibile una casamatta, mentre oltre la cinta muraria si distingue una torre, sulla cui sommità è stata successivamente edificata una tribuna in stile eclettico creando un belvedere.